# The Lettermen
The Lettermen es un trío vocal pop estadounidense. Desde su fundación en 1959, el grupo ha tenido varios sencillos en el Top 10 de las listas de éxitos Billboard Hot 100 y Adult Contemporary, así como 32 álbumes consecutivos en la lista Billboard 200, 11 discos de oro y cinco nominaciones al Grammy.

## Historia
En 1958, se produjo la revista teatral Newcomers of 1928, un espectáculo nostálgico protagonizado por estrellas de la década de 1920 como Paul Whiteman, Buster Keaton, Rudy Vallée, Harry Richman y Fifi D'Orsay. El programa requería que tres cantantes masculinos se hicieran pasar por The Rhythm Boys, el grupo vocal que viajó con Whiteman y su orquesta a finales de la década de 1920, y le dio a Bing Crosby su fama inicial. Los tres cantantes seleccionados fueron Mike Barnett, Dick Stewart y Tony Butala. Jackie Barnett, quien fue guionista del programa de televisión de Jimmy Durante, había hecho una audición a los cantantes y decidió llamar al grupo "The Lettermen". Newcomers of 1928 se estrenó el 28 de febrero de 1958 en el Desert Inn de Las Vegas. Tras finalizar la temporada de actuaciones en Las Vegas con un enorme éxito, el espectáculo se trasladó al Hotel Deauville en Miami Beach. Barnett y Russell fueron reemplazados a mitad de temporada por Gary Clarke y Jerry Paul. Cuando terminó el espectáculo, Butala consiguió un trabajo como cantante y bajista en un grupo de salón, "Bill Norvis and the Upstarts", junto con Clarke. Después de unos meses, Clarke dejó el grupo y fue reemplazado por Jim Pike. Pike y Butala decidieron dejar los Upstarts y formar un nuevo grupo. Se unieron a Bob Engemann, un cantante que Pike había conocido cuando asistía a la Universidad Brigham Young unos años antes. La formación Pike, Engemann y Butala quedó configurada por primera vez en 1960.
Consiguieron un contrato de grabación con Warner Bros. Records a través del hermano mayor de Bob Engemann, Karl Engemann, quien era productor discográfico allí, y para quien Pike había lanzado anteriormente un disco llamado Lucy D, que no tuvo éxito. Karl Engemann años más tarde se convirtió en el mánager de Marie Osmond. Pike, Butala y Engemann como "The Lettermen" lanzaron dos sencillos en 1960 para Warner Bros., "Two Hearts" y " Their Hearts Were Full of Spring ", que sin embargo no tuvieron éxito. Después de dejar Warner Bros., Karl Engemann fichó por Capitol Records como presidente de A&R. Engemann consiguió una audición del grupo con Nick Venet, un productor de Capitol, tras la cual les ofreció otro contrato discográfico.
Hubo otro grupo de "Lettermen" a finales de la década de 1950 y principios de la de 1960 que grabó para Liberty Records (que era un sello discográfico importante en ese momento), un grupo de R&B con cinco miembros que publicó un sencillo sin éxito. Casi al mismo tiempo, había un tercer grupo llamado Lettermen Trio, encabezado por Sammy Vandenburg, quien tampoco tuvo éxito discográfico. Los "Lettermen" de Pike, Engemann y Butala tuvieron el primer disco de éxito, por lo que, por ley, tenían derecho a usar el nombre exclusivamente.
The Lettermen eran desconocidos hasta que firmaron con Capitol Records en 1961. Su primer sencillo para Capitol, "The Way You Look Tonight", triunfó en la lista pop Billboard Hot 100 y subió al puesto 13. Su siguiente sencillo, "When I Fall in Love", alcanzó el Top 10 a finales de 1962 y alcanzó el número 1 en la lista Adult Contemporary. Tuvieron varios otros éxitos Top 10 en esta lista, como " Theme From A Summer Place " de 1965. A finales de 1967, Bob Engemann renunció y fue reemplazado por el hermano menor de Jim Pike, Gary Pike. Los éxitos continuaron con el popurrí de 1967 " Goin' Out of My Head "/" Can't Take My Eyes Off You " y en 1968 con " Put Your Head on My Shoulder ", además de " Hurt So Bad " de 1969, que alcanzó el puesto número 12 y duró 21 semanas en el Hot 100, solo superado ese año por las 22 semanas de " Sugar, Sugar " de The Archies. El último sencillo exitoso fue en 1971, " Love " de John Lennon, un solo de Jim Pike.
The Lettermen aparecieron en el programa de televisión Dobie Gillis en el episodio "Vocal Boy Makes Good", que se emitió originalmente el 16 de enero de 1963. Posteriormente aparecieron en The Jack Benny Program en el episodio "The Lettermen", que se emitió originalmente el 31 de marzo de 1964. En 1976, Jim Pike dejó el grupo debido a problemas vocales y vendió el nombre de Lettermen a Butala. Después de que Gary Pike dejó los Lettermen en 1981, los hermanos Pike junto con Ric de Azevedo cantaron los éxitos de The Lettermen, anunciados como "Reunion".
A lo largo de las décadas, el grupo ha tenido varias formaciones, reemplazando a los miembros que se fueron por diversas razones con gente nueva para mantener un trío. 
Los días 9 y 10 de diciembre de 2012, se llevó a cabo la Convención de The Lettermen Society en el Soaring Eagle Casino &amp; Resort en Mount Pleasant, Míchigan. Los miembros cenaron y desayunaron con los integrantes del trío en ese momento; Tony Butala, Donovan Tea y Bobby Poynton. Butala dejó el grupo en 2019.
Bob Engemann murió el 20 de enero de 2013 en Provo, Utah, a los 77 años, debido a complicaciones tras una cirugía de derivación cardíaca.
Jim Pike murió por complicaciones de la enfermedad de Parkinson el 9 de junio de 2019 en su casa en Prescott, Arizona. Tenía 82 años. 

## Personal
Miembros actuales
- Donovan Tea – baritone (1984–present)
- Bobby Poynton – first tenor (1990–1995, 2011–presente)
- Rob Gulack – second tenor (2019–present)

Miembros pasados
- Tony Butala – segundo tenor (1959-2019)
- Jim Pike – primer tenor (1959–1969, 1970–1974)
- Bob Engemann – barítono (1959–1967)
- Gary Pike – barítono & primer tenor(1967–1981)
- Doug Curran – primer tenor (1969–1970)
- Donny Pike – primer tenor (1974–1981)
- Ralph "Chad" Nichols – barítono (1981–1983)
- Don Campeau – primer tenor (1981–1984)
- David "Red" Saber – barítono (1983–1984)
- Harrison "Harry" Clewley – primer tenor (1984)
- Mark Preston – primer tenor (1984–1988, 2006–2011)[5]
- Ernie Pontiere – primer tenor (1988–1990)
- Paul Walters – barítono (1989–1990)
- Darren Dowler – primer tenor (1995–2005)

## Premios y reconocimientos
- 2001: Incluido en el Salón de la Fama de los Grupos Vocales[6]
- 2012: Incluido en el Salón de la Fama del Hit Parade
- 2020: incluido en el Paseo de la Fama de Hollywood

## Discografía

### Álbumes
- 1962: A Song for Young Love (US No. 6)[7]
- 1962: Once Upon a Time (No. 30)
- 1962: Jim, Tony and Bob (No. 59)
- 1963: College Standards (No. 65)
- 1963: In Concert (No. 76)
- 1964: A Lettermen Kind of Love (No. 31)
- 1964: Look at Love (No. 94)
- 1964: She Cried (No. 41)
- 1965: You'll Never Walk Alone (No. 73)
- 1965: Portrait of My Love (No. 27)
- 1965: The Hit Sounds of The Lettermen (No. 13)
- 1966: More Hit Sounds of The Lettermen (No. 57)
- 1966: A New Song for Young Love (No. 52)
- 1966: For Christmas This Year (re-released 1975 and again in 1990)(No. 41)
- 1967: Warm (No. 58)
- 1967: Spring! (No. 31)
- 1967: The Lettermen!! ...And Live! (No. 10)[8]
- 1968: Goin' Out of My Head (No. 13)[8]
- 1968: Special Request (No. 82)
- 1968: Put Your Head on My Shoulder (No. 43)
- 1969: Hurt So Bad (No. 17)[8]
- 1969: I Have Dreamed (No. 74)
- 1970: Traces/Memories (No. 42)
- 1970: Reflections (No. 134)
- 1971: Everything's Good About You (No. 119)
- 1971: Feelings (No. 192)
- 1971: Love Book (No. 88)
- 1972: Lettermen 1 (No. 136)
- 1972: Live in Japan
- 1972: Spin Away
- 1972: A Time for Us
- 1973: Alive Again ...Naturally (No. 193)
- 1974: Now and Forever
- 1975: There Is No Greater Love
- 1975: Make a Time for Lovin'
- 1975: The Time Is Right
- 1975: Lettermen Live in Japan, 1975
- 1976: Kind of Country
- 1977: To a Friend
- 1979: Love Is...
- 1979: Lettermen Live with New Japan Philharmonic
- 1985: Evergreen
- 1986: Why I Love Her
- 1987: It Feels Like Christmas
- 1991: "Then & Now"
- 1991: Close to You
- 1991: Live in Concert
- 1991: The Lettermen... Then & Now
- 1992: "Best Hits"
- 1992: Sing We Noel
- 1993: Love Is All
- 1993: "At The Movies"
- 1995: Christmas with The Lettermen
- 1995: Deck the Halls
- 2000: Greatest Movie Hits
- 2001: Today
- 2006: Live in the Philippines
- 2006: Why I Love Her
- 2008: The Lettermen: Best of Broadway
- 2008: The Lettermen: Favorites
- 2010: The Lettermen: New Directions 2010
- 2014: The Lettermen: It Feels Like Christmas – Special Edition
- 2014: The Lettermen: It Feels Like Christmas – Deluxe Edition
- 2014: The Lettermen: Christmas Classic Collection
- 2015: The Lettermen: The Classic Christmas Album
- 2016: The Lettermen: Golden Classic Christmas

### Recopilatorios
- 1966: The Best of The Lettermen (re-released 1988 on CD/Capitol)(No. 17)
- 1969: The Best of The Lettermen, Volume 2
- 1969: Close Up (No. 90) (Released 7/16/1969)
- 1970: The Lettermen (3-LP set)
- 1971: Let It Be Me/And I Love Her
- 1973: Best Now (CD: Capitol/Japan)
- 1974: Sings Old Rock'n Roll
- 1974: All-Time Greatest Hits (No. 186)
- 1975: The Lovin' Touch of The Lettermen
- 1977: With Love from The Lettermen
- 1988: Twin Best Now
- 1989: When I Fall in Love
- 1990: Best Now (CD: Capitol/Japan)
- 1990: Greatest Hits – 10 Best Series
- 1992: Collectors Series
- 1993: Best Hits
- 1993: 36 All-Time Greatest Hits
- 1994: Their Greatest Hits & Finest Performances
- 1997: Super Now
- 1998: Memories: The Very Best of The Lettermen
- 2002: A Song for Young Love/Once Once Upon a Time
- 2003: Soft Rock Collection
- 2003: Greatest Hits: The Priceless Collection
- 2003: The Lettermen Collection: Beautiful Harmony (6-CD set:Japan)
- 2004: Absolutely the Best
- 2006: Complete Hits
- 2007: Complete Hits Volume Two
- 2010: Lettermen Best
- 2014: The First Four Albums And More